# 薩摩硫黃島飛行場
薩摩硫黃島飛行場（日语：／ Satsuma Iōjima hikōjō */?）是一個位於鹿兒島縣鹿兒島郡三島村的機場。現時沒有定期航班前往這個飛行場。

## 歷史
- 1973年：開設機場。
- 1994年4月1日：由三島村接管這個機場。

## 航線
這個飛行場曾經有定期航線往枕崎機場。